# Nick Varner

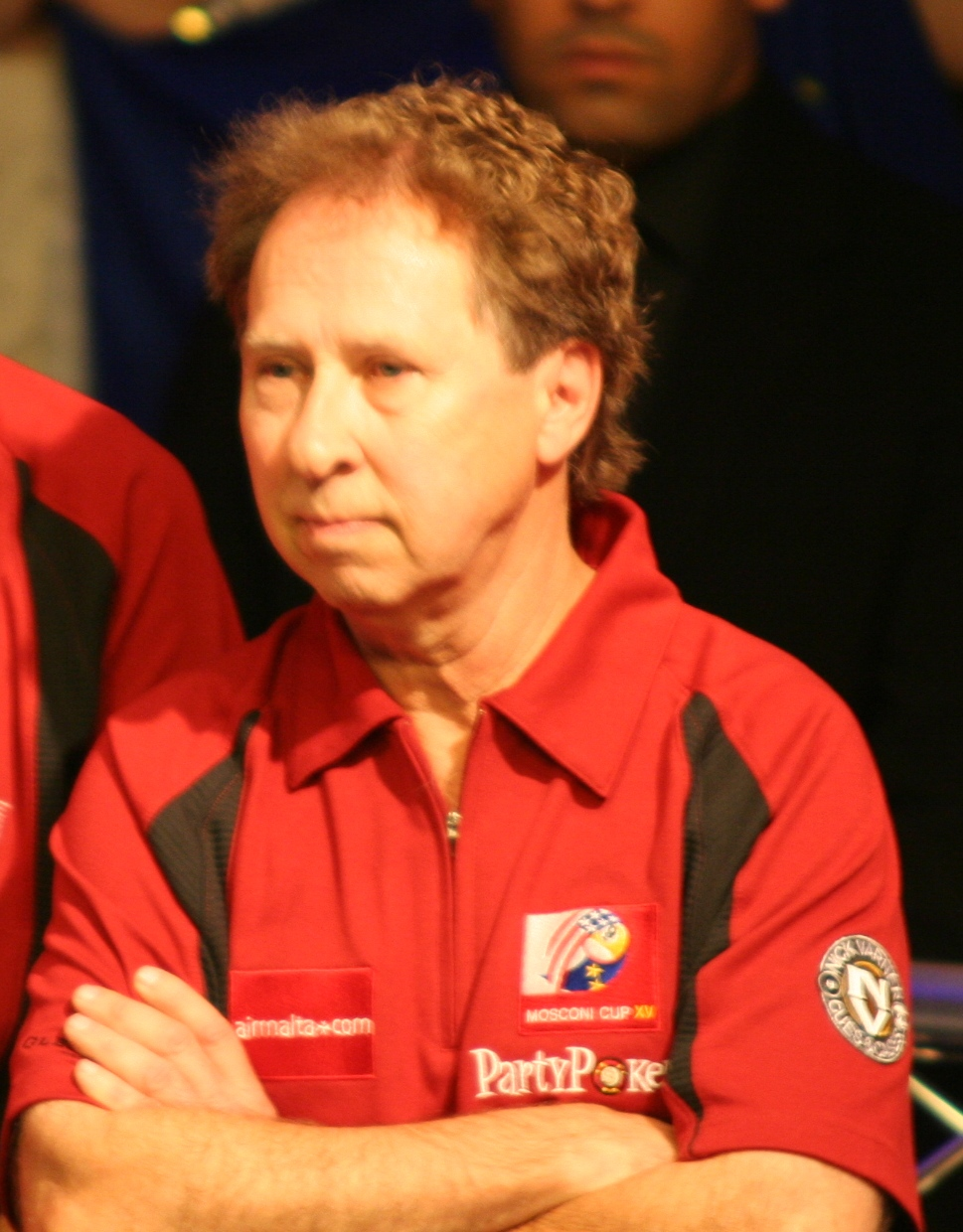

Nick Varner (Owensboro, 15 mei 1948) is een Amerikaans poolbiljarter. Hij was de eerste die twee keer achter elkaar het US Open Nine-ball Championship won (in 1989 en 1990). In 1999 werd Varner wereldkampioen 9-ball, nadat hij acht jaar eerder de finale al eens verloor. Sinds 1992 heeft hij een functie in de biljartorganisatie Billiard Congress of America.
Varner moest acht jaar wachten op een nieuwe kans nadat hij in '91 de wereldtitel 9-ball aan Earl Strickland moest laten. In '99 trof hij in de persoon van Jeremy Jones andermaal een landgenoot in de finale, waarin hij ditmaal de sterkste bleek. Varners overwinning op de International Challenge of Champions in 1994 zou voorlopig de laatste blijken voor een speler uit de Verenigde Staten, totdat Johnny Archer hem in 2006 opvolgde.
Varner treedt sinds zijn hoogtijdagen voornamelijk nog actief op in pooldemonstraties.

## Toernooizeges
Belangrijkste overwinningen:
- WPA World Nine-ball Championship 1999
- International Challenge of Champions 1994
- US Open Nine-ball Championship 1990
- US Open Nine-ball Championship 1989
- Professional Pool Players Association World Nine-ball Champsionship 1982
- Billiard Congress of America National Eight-ball Championship 1981 (8-ball)
- Billiard Congress of America National Eight-ball Championship 1980 (8-ball)
- Professional Pool Players Association World Open Pocket Billiard Championship 1980
- Lexington All-Star Tournament 1979
- ACU-I Intercolleagiate Championship 1970